# Les Sirènes d'Alexandrie
Les Sirènes d'Alexandrie est un roman policier belge de François Weert qui a été publié en France en 2008 aux éditions Actes Sud dans la collection Actes noirs.
Il a reçu en octobre 2010 le prix Saga à Liège.

## Présentation
À travers les tribulations d'un jeune journaliste bruxellois encombré d'un héritage peu habituel – un hôtel de passe ! – Les Sirènes d'Alexandrie met à jour les heures noires de la collaboration belge mais aussi les dissensions qui opposent aujourd'hui Flamands et Wallons.